# Dysdaemonia boreas
Dysdaemonia boreas is een vlinder uit de onderfamilie Arsenurinae van de familie nachtpauwogen (Saturniidae).
De wetenschappelijke naam van de soort is voor het eerst geldig gepubliceerd door Pieter Cramer in 1775.